# Groove Armada

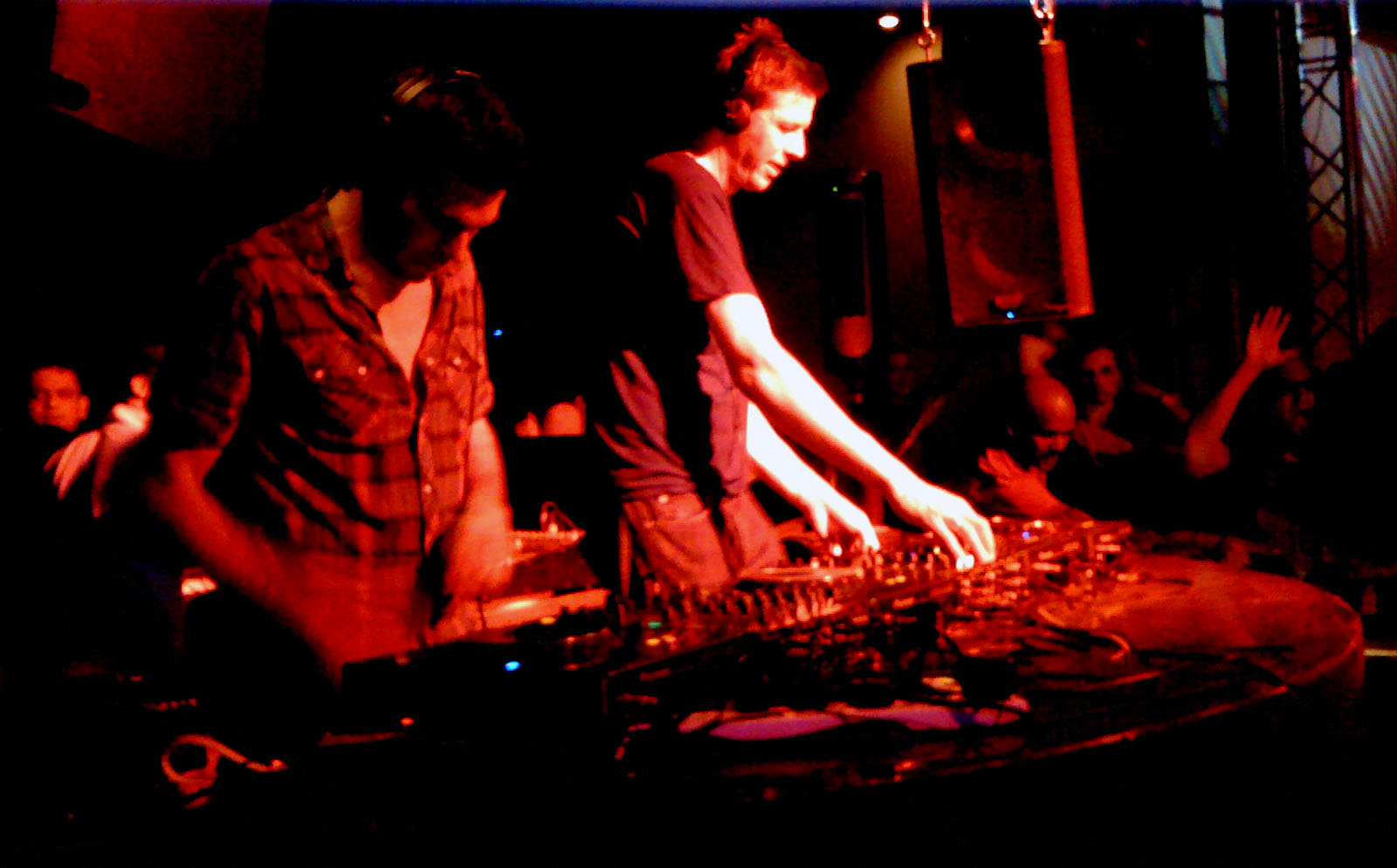
Groove Armada in Dubai (2010)

Die Groove Armada ist eine Disco-, Funk- und House-Gruppe aus Cambridge, England, welche Mitte der 1990er Jahre gegründet wurde. Die Band besteht im Wesentlichen aus den beiden „Masterminds“ Andy Cato und Tom Findlay sowie wechselnden Studiomusikern. Aber auch die Ergebnisse von Gastauftritten diverser Popstars, wie z. B. Neneh Cherry, findet man auf ihren Platten wieder.

## Bandgeschichte

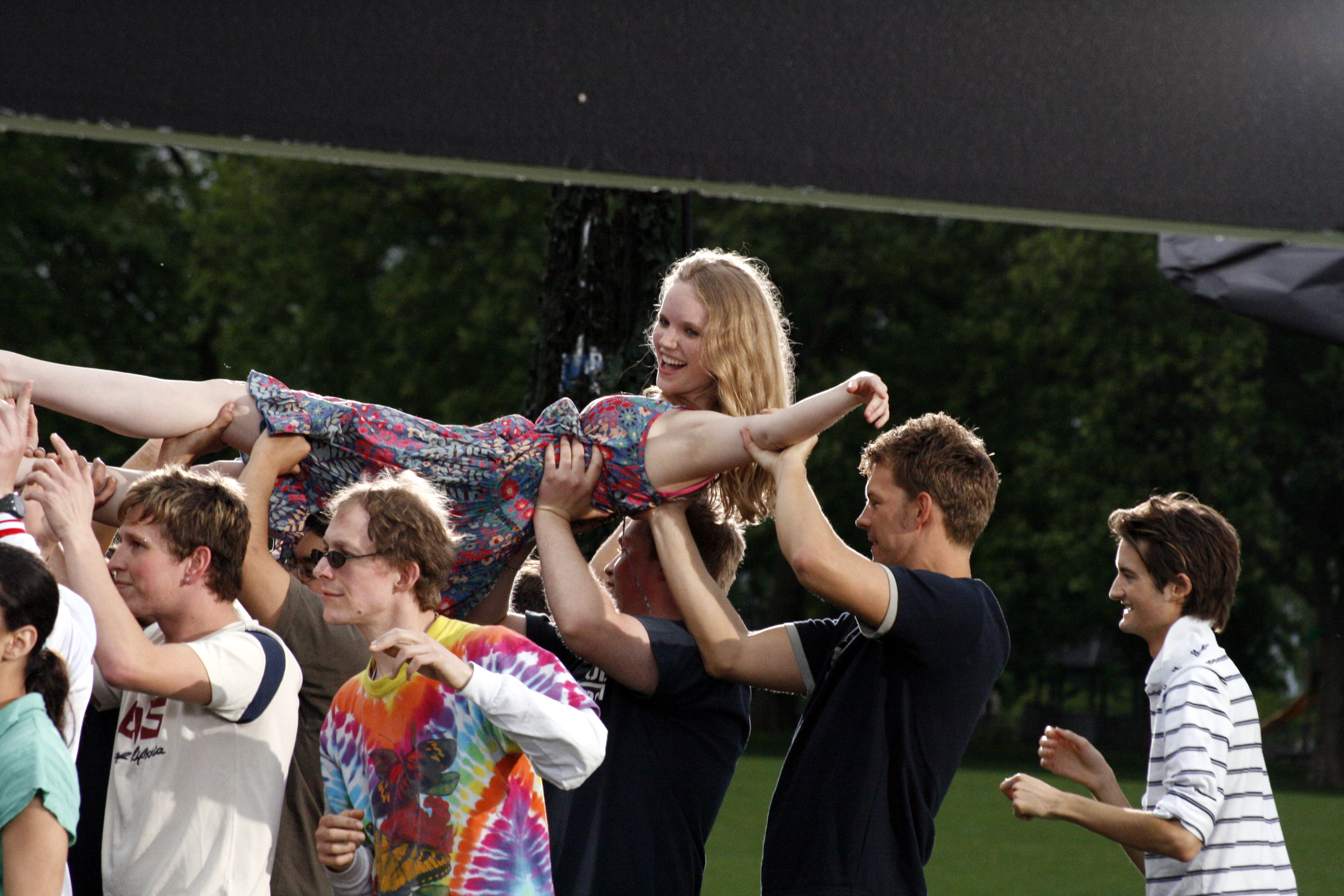
Bei den Aufnahmen für Song 4 Mutya im Londoner Finsbury Park, 2007

Als sich Tom Findlay und Andy Cato 1994 trafen, erkannten sie beide ihre musikalischen Vorlieben für Funk, Jazz, Disco und House. 1999 erschien das Partyalbum Vertigo. Im Jahr 2001 kam ihr drittes Album auf dem Markt, welches den Namen Goodbye Country (Hello Nightclub) trägt. Damit erhofften sie sich einen etwas größeren Erfolg, der aber erst mit ihrem nächsten Album Lovebox (2002) folgte.
Das Album Soundboy Rock (2007), erweiterte mit HipHop, Reggae und Pop ihren musikalischen Horizont. Somit versuchten sie sich nicht auf eine bestimmte Musikrichtung festzulegen.
Ihr bekanntester Titel ist der internationale Hit I See You Baby aus dem Jahre 2000, welcher auch von Fatboy Slim geremixt und in einer Renault-Mégane-Werbung verwendet wurde. Von ihnen stammt auch das Thema aus dem „Sex and the City“-Abspann sowie etliche Remixe von fremden Songs.
Der Song Hands of Time vom Album Lovebox wurde im Kinofilm „Collateral“ mit Tom Cruise und Jamie Foxx verwendet. Der Song ist ebenfalls auf dem entsprechenden Soundtrack zum Film zu finden.
Im Sommer 2007 kam die Single Song 4 Mutya in Zusammenarbeit mit dem ehemaligen Sugababes-Mitglied Mutya Buena heraus.
Zum 2018 erschienenen Remixalbum „Graceland: The Remixes“ der Platte Graceland von Paul Simon steuerten Groove Armada eine Version des Songs „You Can Call Me Al“ bei.
Im Jahr 2020 erschien ihr Album „Edge of the Horizon“.

## Diskografie

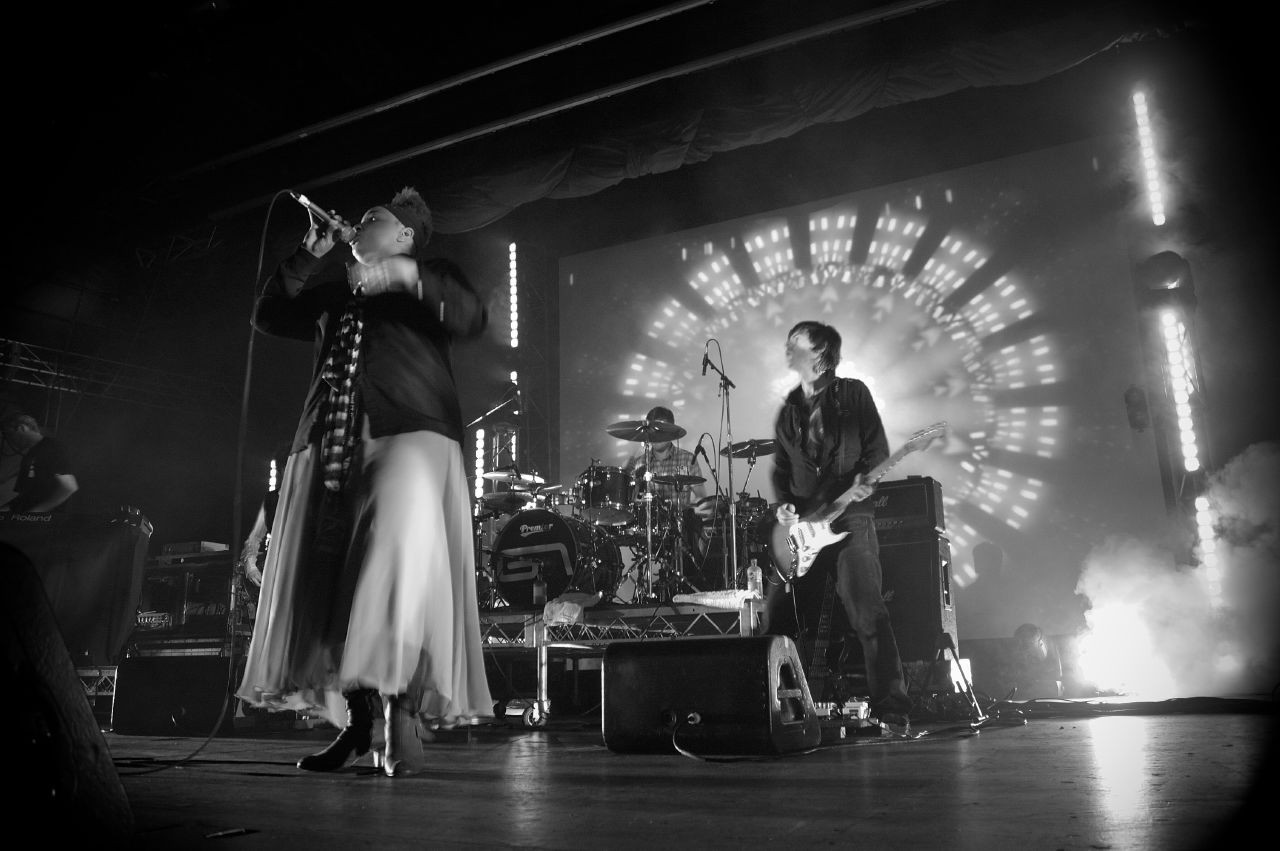
Groove Armada live (2007)

### Studioalben
| Jahr | Titel                             | Höchstplatzierung, Gesamtwochen, AuszeichnungChartplatzierungen (Jahr, Titel, Platzierungen, Wochen, Auszeichnungen, Anmerkungen) | Höchstplatzierung, Gesamtwochen, AuszeichnungChartplatzierungen (Jahr, Titel, Platzierungen, Wochen, Auszeichnungen, Anmerkungen) | Höchstplatzierung, Gesamtwochen, AuszeichnungChartplatzierungen (Jahr, Titel, Platzierungen, Wochen, Auszeichnungen, Anmerkungen) | Anmerkungen                              |
| Jahr | Titel                             | DE | AT | UK | Anmerkungen                              |
| ---- | --------------------------------- | --- | --- | --- | ---------------------------------------- |
| 1998 | Northern Star                     | — | — | — | Erstveröffentlichung: 9. März 1998       |
| 1999 | Vertigo                           | — | — | UK23 Platin · (30 Wo.)UK | Erstveröffentlichung: 24. Mai 1999       |
| 2001 | Goodbye Country (Hello Nightclub) | DE89 (1 Wo.)DE | AT47 (3 Wo.)AT | UK5 Gold · (16 Wo.)UK | Erstveröffentlichung: 10. September 2001 |
| 2002 | Lovebox                           | — | AT69 (2 Wo.)AT | UK41 Silber · (2 Wo.)UK | Erstveröffentlichung: 18. November 2002  |
| 2007 | Soundboy Rock                     | — | — | UK10 Silber · (10 Wo.)UK | Erstveröffentlichung: 7. Mai 2007        |
| 2010 | Black Light                       | — | — | UK26 (3 Wo.)UK | Erstveröffentlichung: 29. Januar 2010    |
| 2010 | White Light                       | — | — | — | Erstveröffentlichung: 18. November 2010  |
| 2015 | Little Black Book                 | — | — | UK43 (1 Wo.)UK | Erstveröffentlichung: 10. Juli 2015      |
| 2020 | Edge of the Horizon               | — | — | — | Erstveröffentlichung: 2. Oktober 2020    |

### Kompilationen und Remixalben
| Jahr | Titel                     | Höchstplatzierung, Gesamtwochen, AuszeichnungChartsChartplatzierungen (Jahr, Titel, Platzierungen, Wochen, Auszeichnungen, Anmerkungen) | Anmerkungen                            |
| Jahr | Titel                     | UK | Anmerkungen                            |
| ---- | ------------------------- | --- | -------------------------------------- |
| 2000 | The Remixes               | UK68 (2 Wo.)UK | Erstveröffentlichung: 2000             |
| 2004 | The Best of Groove Armada | UK6 (16 Wo.)UK | Erstveröffentlichung: 8. November 2004 |
| 2007 | Greatest Hits             | UK65 Silber · (1 Wo.)UK | Erstveröffentlichung: 2007             |

Weitere Kompilationen und Remixalben
- 2002: Back to Mine (UK: Silber)
- 2002: AnotherLateNight: Groove Armada
- 2002: The Dirty House Session
- 2004: Doin’ It After Dark Vol 1.
- 2004: Doin’ It After Dark Vol 2.
- 2004: The Best Of (UK: Gold)
- 2004: Essential Summer Groove
- 2004: Groove Armada Presents...
- 2007: GA10: 10 Year Story
- 2008: Groove Armada Presents Lovebox Festivals & Fiestas
- 2019: Twenty One
- 2022: GA25

### Singles
| Jahr | Titel Album                                                                                      | Höchstplatzierung, Gesamtwochen, AuszeichnungChartsChartplatzierungen (Jahr, Titel, Album, Platzierungen, Wochen, Auszeichnungen, Anmerkungen) | Anmerkungen                                                                                    |
| Jahr | Titel Album                                                                                      | UK | Anmerkungen                                                                                    |
| ---- | ------------------------------------------------------------------------------------------------ | --- | ---------------------------------------------------------------------------------------------- |
| 1997 | At the River Northern Star / Vertigo                                                             | UK19 Gold · (5 Wo.)UK | Erstveröffentlichung: 1997 / 26. Juli 1999 erst nach Wiederveröffentlichung 1999 in den Charts |
| 1999 | If Everybody Looked the Same Vertigo                                                             | UK25 (2 Wo.)UK | Erstveröffentlichung: 26. April 1999                                                           |
| 1999 | I See You Baby Vertigo                                                                           | UK17 Silber · (7 Wo.)UK | Erstveröffentlichung: November 1999 feat. Gram'ma Funk                                         |
| 2001 | Superstylin’ Goodbye Country (Hello Nightclub)                                                   | UK12 Platin · (9 Wo.)UK | Erstveröffentlichung: 13. August 2001                                                          |
| 2001 | My Friend Goodbye Country (Hello Nightclub)                                                      | UK36 (2 Wo.)UK | Erstveröffentlichung: 5. November 2001                                                         |
| 2002 | Purple Haze Lovebox                                                                              | UK36 (2 Wo.)UK | Erstveröffentlichung: 21. Oktober 2002                                                         |
| 2003 | Easy Lovebox                                                                                     | UK31 (2 Wo.)UK | Erstveröffentlichung: 5. Mai 2003                                                              |
| 2003 | But I Feel Good Lovebox                                                                          | UK50 (2 Wo.)UK | Erstveröffentlichung: 25. August 2003                                                          |
| 2004 | I See You Baby (Fatboy Slim Remix) The Best of Groove Armada • The Greatest Hits: Why Try Harder | UK11 (6 Wo.)UK | Erstveröffentlichung: 20. September 2004 mit Fatboy Slim                                       |
| 2007 | Get Down Soundboy Rock                                                                           | UK9 (9 Wo.)UK | Erstveröffentlichung: 23. April 2007                                                           |
| 2007 | Song 4 Mutya (Out of Control) Soundboy Rock                                                      | UK8 (13 Wo.)UK | Erstveröffentlichung: 23. Juli 2007                                                            |

Weitere Singles
- 1997: Captain Sensual
- 1997: M2 Many

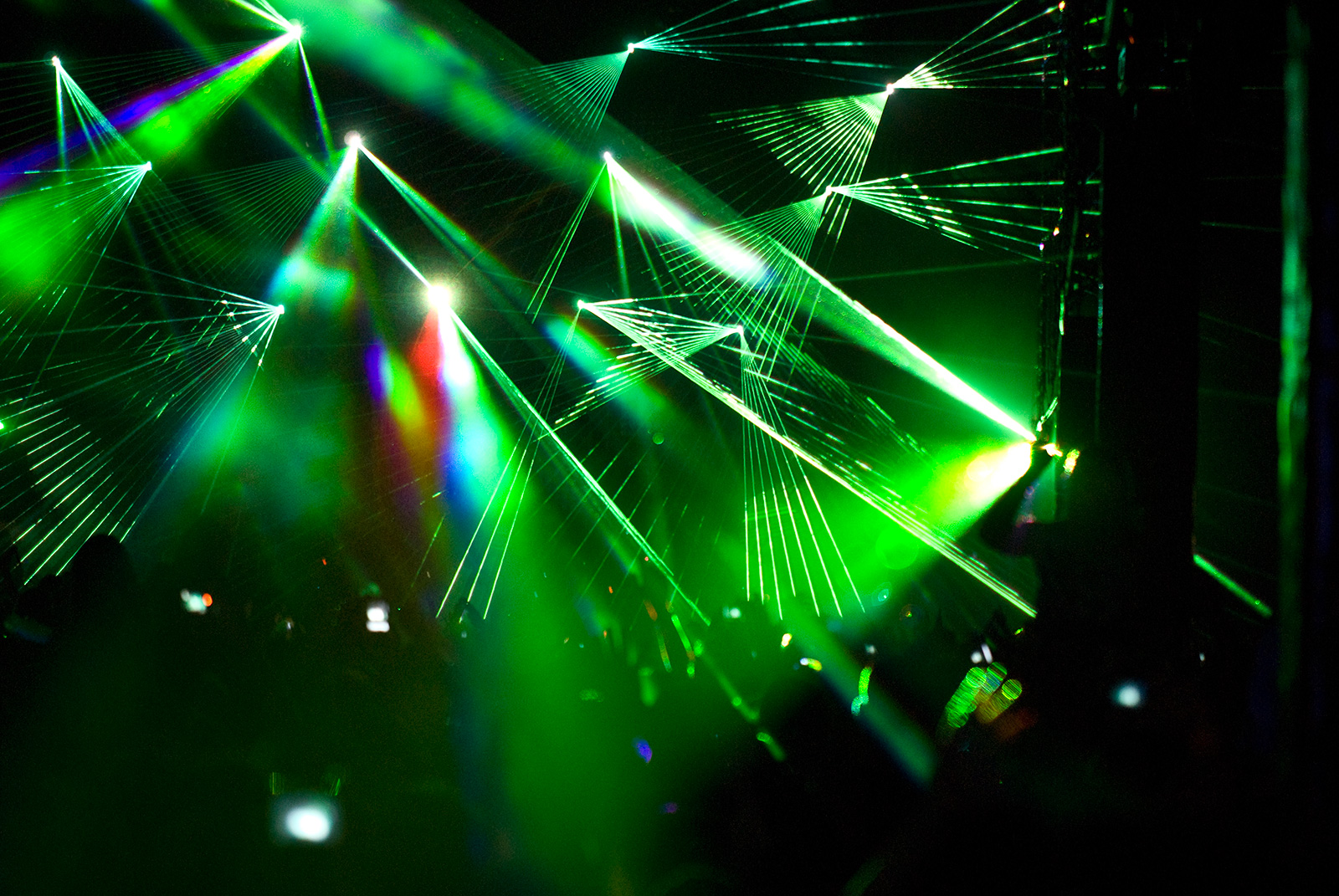
Lightshow beim Melbourne Big Day Out 2010

- 1999: Innocence Is Lost (feat. Boy George)
- 2002: Final Shakedown
- 2008: Love Sweet Sound
- 2008: Feel the Same (feat. Angie Stone)
- 2010: I Won't Kneel (feat. SaintSaviour)
- 2010: Paper Romance (feat. SaintSaviour)
- 2010: History (feat. Will Young)
- 2012: Pull Up
- 2015: Alright
- 2020: Get Out on the Dancefloor (feat Nick. Littlemore)
- 2020: Lover 4 Now (feat. Todd Edwards)

## Auszeichnungen für Musikverkäufe
| Goldene Schallplatte - Australien - 2000: für die Single I See You Baby - 2003: für das Album Lovebox | Platin-Schallplatte - Australien - 2002: für das Album Goodbye Country (Hello Nightclub) - Neuseeland - 2021: für die Single Superstylin’ |

Anmerkung: Auszeichnungen in Ländern aus den Charttabellen bzw. Chartboxen sind in ebendiesen zu finden.
| Land/RegionAuszeichnungen für Musikverkäufe (Land/Region, Auszeichnungen, Verkäufe, Quellen) | Silber     | Gold     | Platin     | Verkäufe  | Quellen          |
| -------------------------------------------------------------------------------------------- | ---------- | -------- | ---------- | --------- | ---------------- |
| Australien (ARIA)                                                                            | —          | 2× Gold2 | Platin1    | 140.000   | aria.com.au      |
| Neuseeland (RMNZ)                                                                            | —          | —        | Platin1    | 30.000    | radioscope.co.nz |
| Vereinigtes Königreich (BPI)                                                                 | 5× Silber5 | 3× Gold3 | 2× Platin2 | 1.940.000 | bpi.co.uk        |
| Insgesamt                                                                                    | 5× Silber5 | 5× Gold5 | 4× Platin4 |           |                  |